# Estación de radar meteo de King City
La Estación de radar meteo de King City (en inglés King City weather radar station) (con el indicativo ICAO CWKR) posee un radar meteorológico localizado en King City, Ontario, Canadá. Es operado por Environment Canada, y es parte de la Red Canadiense de Radares Meteo.
El sitio está en la lista, a una altitud de 360 m s. n. m., y una torre de 27 m de altura.
El radar montado en la torre es uno meteorológico de 5 cm de longitud de onda, con un sistema radárico de polarización dual en la banda C, fue instalado en 2004.

## Estudios
La estación ofrece una serie de funciones de investigación, y recoge datos para cumplir con las necesidades de observación y de vigilancia meteorológica.
En 1985, el Directorio de Investigaciones del Servicio Ambiental Atmosférico, estableció el primer radar meteorológico canadiense, con capacidades Doppler allí en King City. En 2004, fue instalado el radar de polarización dual para mayores estudios
Estos sistemas se utilizan para fines de predicción y los datos recogidos se utilizan para las predicciones meteorológicas para el Área Metropolitana de Toronto y el Golden Horseshoe.
Además, bajo los auspicios de la Sección de Investigación Meteorológica de tiempo severo y Física de nubes, de Environment Canada, esta "Estación de radar meteo Doppler de King City"  recopila datos para investigaciones.
Este radar de banda C es muy útil para observaciones de patrones de migración de las aves, especialmente cuando los datos se toman en conjunto con la de otras estaciones de radar. La investigación actual con el radar activo de doble polarización, incluye precipitaciones de invierno, estimaciones cuantitativas de precipitación, e identificación de modelos de partículas.